# Gult knotterskinn
Gult knotterskinn (Hyphodontia alutaria) är en svampart som först beskrevs av Edward Angus Burt, och fick sitt nu gällande namn av J. Erikss. 1958. Gult knotterskinn ingår i släktet Hyphodontia och familjen Schizoporaceae.  Arten är reproducerande i Sverige. Inga underarter finns listade i Catalogue of Life.